# Aynsley Dunbar
Aynsley Thomas Dunbar (nacido el 10 de enero de 1946, en Liverpool) es un baterista inglés. Ha trabajado con algunos de los nombres más importantes del rock and roll, incluyendo a John Mayall, Frank Zappa, Lou Reed, Jefferson Starship, Jeff Beck, David Bowie, Whitesnake, Sammy Hagar, UFO y los primeros Journey.
Dunbar lideró la Aynsley Dunbar Retaliation, que compuso la canción «Warning», incluida por Black Sabbath en su álbum debut.
Dunbar fue más tarde baterista para las Mothers of Invention de Frank Zappa, tocando en discos tales como Waka/jawaka y The Grand Wazoo a mediados de 1970, Dunbar se unió a Journey para sus cuatro primeros álbumes; les dejó para unirse a Jefferson Starship para tres discos. En 1985, Dunbar se unió a Whitesnake y participó en su disco de 1987. También estuvo con Eric Burdon and the Animals.

## Discografía

### Con Frank Zappa
- Chunga's Revenge (1970)
- 200 Motels (1971)
- Fillmore East - June 1971 (1971)
- Just Another Band From LA (1972)
- Waka/Jawaka (1972)
- The Grand Wazoo (1972)
- Apostrophe (') (1974)

### Con David Bowie
- Pin Ups (1973)
- Diamond Dogs (1974)

### Con Lou Reed
- Berlin (1973)

### Con Journey
- Journey (1975)
- Look into the Future (1976)
- Next (1977)
- Infinity (1978)

### Con Sammy Hagar
- Nine on a Ten Scale (1976)

### Con Jefferson Starship
- Freedom at Point Zero (1979)
- Modern Times (1981)

### Con Whitesnake
- Whitesnake (1987)

### Con UFO
- Covenant (2000)

### Con Jake E. Lee
- Retraced (2005)

- Datos: Q516251
- Multimedia: Aynsley Dunbar / Q516251